# Back to School (Mini Maggit)
Back to School (Mini Maggit) è un singolo del gruppo musicale statunitense Deftones, pubblicato il 12 marzo 2001 come secondo estratto dal terzo album in studio White Pony.

## Descrizione
La canzone riprende il tema di Pink Maggit, traccia di White Pony, ricreandolo però in una versione più ritmata, sostenuta maggiormente dagli strumenti e dal rapping, mentre il ritornello rimane invariato.
Il brano non è presente nella versione originale di White Pony ma nella riedizione, nella quale appare come traccia d'apertura. Dopo la pubblicazione della riedizione, i Deftones affermarono che in studio provavano spesso Pink Maggit in versione Back to School ma, avendo optato per l'inserimento di Pink Maggit nell'album, l'etichetta discografica volle che fosse pubblicata anche questa versione, data la mancanza di altri singoli necessari alla promozione dell'album, così quest'ultima decise di inserirla in questo disco a parte. Tuttavia questa versione non è riconosciuta dal gruppo, infatti le critiche da parte di Chino Moreno non furono poche, perché sosteneva che la lista tracce originale fosse migliore in quanto esprimeva meglio i sentimenti che volevano trasmettere con questo album.
Moreno ha dichiarato di aver scritto la canzone in un solo giorno, dopo una richiesta della casa discografica. La frase "I'll be your man, watch your backpack, pen and pencils" è tratta dalla canzone I Don't Play del rapper Kool Keith, citato anche lui nel testo ("Just like Keith I'm flippin it, while you just keep it simple").

## Video musicale
Il video mostra all'inizio il cantante Chino Moreno mentre si prepara per andare a scuola, esce di casa e prende l'autobus. Appena arrivato a scuola, Chino decide di fare un giro in skateboard e, una volta iniziate le lezioni, comincia a camminare sui banchi e a rappare le strofe della canzone, sotto gli occhi dei compagni che assistono all'esibizione. Al termine del video compaiono anche gli altri componenti del gruppo e gli studenti escono da scuola per assistere all'esibizione e cominciano a cantare con il gruppo.

## Tracce
CD promozionale (Germania, Stati Uniti)
1. Back to School (Mini Maggit) – 3:57

CD singolo (Europa)
1. Back to School (Mini Maggit) – 3:57
2. Nosebleed (Live) – 4:22
3. Teething (Live) – 3:10

## Formazione
Gruppo
- Chino Moreno – voce, chitarra
- Abe Cunningham – batteria
- Chi Cheng – basso
- Frank Delgado – giradischi
- Stephen Carpenter – chitarra

Altri musicisti
- DJ Crook – programmazione

Produzione
- Terry Date – produzione, missaggio
- Deftones – produzione
- Scott Olson – ingegneria Pro Tools, ingegneria del suono aggiuntiva
- Robert Daniels – assistenza alla registrazione
- Ted Regier – assistenza alla registrazione aggiuntiva e al missaggio
- Jason Schweitzer – assistenza alla registrazione aggiuntiva
- Howie Weinberg – mastering
- Ulrich Wild – ingegneria del suono aggiuntiva
- Michelle Forbes – assistenza tecnica

## Classifiche
| Classifica (2001)             | Posizione massima |
| ----------------------------- | ----------------- |
| Stati Uniti (alternative)     | 27                |
| Stati Uniti (mainstream rock) | 35                |

## Extended play
Nel 2001 il brano è stato pubblicato anche come EP. In esso sono presenti le versioni dal vivo di Feiticeria, della stessa Back to School, di Nosebleed, e di Teething (brano già presente nella colonna sonora del film Il corvo 2). Sono inoltre presenti una versione acustica di Change (In the House of Flies) e la sopracitata Pink Maggit.
La versione giapponese dell'EP è caratterizzata da una lista tracce differente, che vede la presenza delle versioni acustiche di Change (In the House of Flies) e di Be Quiet and Drive (Far Away), oltre che dell'inedito I'll Throw Rocks at You, registrato dal gruppo nel 1997.

### Tracce
EP (Australia, Europa, Germania)
1. Back to School (Mini Maggit) – 3:57
2. Feiticeira (Live) – 3:10
3. Back to School (Mini Maggit) (Live) – 3:57
4. Nosebleed (Live) – 4:21
5. Teething (Live) – 3:10
6. Change (In the House of Flies) (Acoustic) – 4:59
7. Pink Maggit – 7:32
8. White Pony EPK – 8:35

EP (Giappone)
1. Back to School (Mini Maggit) – 3:57
2. Change (In the House of Flies) (Acoustic) – 4:59
3. I'll Throw Rocks at You – 4:49
4. Be Quiet and Drive (Far Away) (Acoustic) – 4:33
5. Pink Maggit – 7:32